# Casey Jones (Teenage Mutant Ninja Turtles)
Arnold 'Casey' Jones is een personage uit de strips, films en televisieseries van de Teenage Mutant Ninja Turtles. Net als de Turtles is Casey een zelfbenoemde vigilante die straatbendes bevecht. Hij gebruikt hiervoor een groot arsenaal van onorthodoxe wapens zoals honkbalknuppels, golfclubs, cricket bats en hockeysticks. Casey is behoorlijk groot en sterk. Hij draagt altijd een ijshockeymasker om zijn identiteit geheim te houden, schouderbescherming en motorhandschoenen. Zijn wapens vervoert hij in een golftas.
Caseys gedrag doet denken aan dat van Marvel Comics' Punisher, behalve dat Casey zijn tegenstanders maar zelden doodt. Casey is tevens een meester in stealth en is derhalve nog nooit gevangen door de New Yorkse politie.

## Oorsprong
Hoewel Casey per incarnatie van de TMNT anders is, is zijn oorsprong vrijwel altijd hetzelfde. Casey groeide op in New York, in een door misdaad geterroriseerde buurt. Hij was het zat dat zijn wijk werd gerund door straatbendes, en begon intensief te trainen om de “slechteriken” te bevechten. Hij begon samen te werken met de Turtles toen hij Raphael ontmoette.

## Mirage
In de Mirage-strips verscheen Casey voor het eerst in Raphaels solostrip "Me, Myself and I". Hierin krijgt Raphael ruzie met Michaelangelo en wordt weggestuurd om even af te koelen. Hij komt toevallig Casey tegen die dan net een paar overvallers in elkaar slaat. Raphael komt tussenbeide voordat Casey te ver gaat en zijn slachtoffers dodelijk verwond. Dit heeft een gevecht tussen de twee tot gevolg, maar uiteindelijk leggen ze het bij.
In de Mirage-serie is Casey zeer gewelddadig en soms bijna psychopathisch. De Turtles weten hem gedurende de serie wat te kalmeren. In de "Shades of Gray"-verhaallijn doodt hij per ongeluk een tiener die hem wil beroven. Dit maakt dat hij aan de drank verslaafd raakt en zijn relatie met April O'Neil stukloopt.
Tijdens de “City at war”-verhaallijn verlaat hij de stad en ontmoet een zwangere vrouw genaamd Gabrielle. Hij wordt verliefd op haar en de twee trouwen. Gabriel sterft echter bij de geboorte van haar kind en Casey ontfermt zich over haar dochter, die hij Shadow noemt. Hij keert daarna terug naar New York en probeert zijn relatie met April nieuw leven in te blazen. Dat lukt en de twee voeden Shadow samen verder op.

## Eerste animatieserie
In de originele animatieserie is Casey Jones een gestoorde vigilante die misdaad bevecht als een moordenaar. Hij zet zijn masker nooit af en speelt in de serie maar een bijrol. Zijn stem en persoonlijkheid zijn vrijwel gelijk aan die van Dirty Harry. Zijn stem werd gedaan door Pat Fraley.

## Tweede animatieserie
In de tweede animatieserie heeft Casey een belangrijkere rol. Toen hij nog een kind was werd de winkel van zijn vader platgebrand door Hun (de leider van de Purple Dragons en jaren na die gebeurtenis een helper van de Shredder) en de Purple Dragons straatbende. Dit veroorzaakte Caseys haat jegens de Purple Dragons. In een latere aflevering werd onthuld dat Casey en de Turtles elkaar al eens hadden ontmoet als kinderen. De Turtles probeerden hem toen te trainen voor een gevecht tegen een paar pestkoppen, maar dat ging niet van een leien dakje. Geen van hen schijnt zich bewust te zijn van deze eerdere ontmoeting daar de Turtles toen vermommingen droegen en Casey hen nooit zijn naam gaf.
In deze serie is Casey minder gewelddadig, maar kan wel snel geïrriteerd raken en is af en toe een stijfkop. Hij houdt van motorfietsen en is goede vrienden met Raphael. Ook krijgt hij in de loop van de serie een relatie met April. In het zesde seizoen van de serie, Fast Forward, werd onthuld dat de twee uiteindelijk zullen trouwen en kinderen krijgen daar de Turtles in de toekomst Cody Jones ontmoetten, de achterkleinzoon van Casey en April. Dit huwelijk tussen Casey en April wordt gezien in de laatste aflevering van de serie.
Caseys catchphrase in de serie is zijn strijdkreet “Goongala!”. Hij spreekt met een New Yorks accent. Zijn stem wordt gedaan door Marc Thompson. En in de Nederlandse versie door Pim Muda.

## Derde animatieserie
In de derde animatieserie maakt Casey Jones zijn debuut in seizoen 2. Net als April is ook Casey in deze serie nog een tiener. Hij speelt graag hockey en is bang voor ratten. Hij en April leren elkaar kennen wanneer April als schoolopdracht Casey bijles moet geven. Later in seizoen 2 gaat hij bij wijze van hobby op misdadigers jagen, gewapend met een hockeystick en honkbalknuppel. Nadat hij de Turtles leert kennen, ontwikkeld hij al snel een felle rivaliteit met Donatello.

## Films
Casey Jones werd in de eerste en derde Turtles-film gespeeld door Elias Koteas. In de eerste film was hij een voormalig professioneel hockeyspeler. Hij werd een vigilante en ontmoette Raphael toen hij een paar tasjesdieven achterna zat. Raphael weerhield hem ervan de dieven iets aan te doen, waarna Casey zijn agressie op Raphael richtte. Hij kwam Raphael later te hulp toen deze werd aangevallen door Foot Ninja's. Hij hielp de Turtles eveneens in hun laatste gevecht met Shredder en diens Foot Clan.
In de derde film hielp hij Splinter om vier erewachters uit het oude Japan in de gaten te houden die per ongeluk naar het heden waren gereisd toen de Turtles naar het verleden gingen.
Casey deed ook mee in de film TMNT uit 2007, waarin zijn stem werd gedaan door Chris Evans. In deze film werkt hij samen met April bij een verschepingsbedrijf, maar gaat 's nachts nog geregeld als vigilante op pad. Hij is het hulpje van Raphael, die zelf een vigilante is geworden onder de naam “Nightwatcher”. April schijnt Casey te hebben geaccepteerd zoals hij is en kocht voor hem zelfs een nieuw stalen hockeymasker.

## Videospellen
Casey Jones is een bespeelbaar personage in de NES- en de Sega Mega Drive-versie van Teenage Mutant Ninja Turtles: Tournament Fighters. Daarnaast verschijnt hij in de SNES-versie een keer op de achtergrond.
In Teenage Mutant Ninja Turtles: The Manhattan Missions redt hij de Turtles als hun gezondheidsmeter leeg is.
Casey komt ook voor in de spellen Teenage Mutant Ninja Turtles voor de Game Boy Advance en het gelijknamige spel uit 2003. Hij is een eindbaas in Raphaels verhaalmodus, maar kan een bespeelbaar personage worden door Stage 1 uit te spelen met Raphael of met een cheatcode.
Casey is een ontsluitbaar personage in Teenage Mutant Ninja Turtles 2: Battle Nexus.